# Jan Sviták
Jan Sviták (né le 23 décembre 1898 à Pilsen en Autriche-Hongrie et exécuté sommairement à Prague le 11 mai 1945) était un acteur, réalisateur et scénariste tchécoslovaque.

## Biographie
Pendant la Première Guerre mondiale, il servait dans la marine austro-hongroise et était à bord du SMS Wien quand il fut coulé.
Il commença sa carrière comme comédien de théâtre, puis metteur en scène. Il se tourna ensuite vers le cinéma et devint acteur, puis réalisateur et scénariste.
À partir de 1937, il devint directeur des studios de cinéma Foja Radlice à Prague. 
En 1942, les studios tchèques devinrent partie intégrante de la société allemande Prag-Film. 
À la fin de la Seconde Guerre mondiale, il fut accusé d'avoir dénoncé un résistant tchèque, Karel Hašler, qui fut déporté au camp de Mauthausen où il mourut le 22 décembre 1941. Sa culpabilité n'a jamais été prouvée. Au contraire, il fut considéré comme un agent secret travaillant pour les services secrets britanniques. Néanmoins, il fut arrêté après la libération de la Tchécoslovaquie le 9 mai 1945. Le surlendemain, le 11 mai 1945, à Prague, il fut jugé sommairement et jeté dévêtu à la rue aux mains d'une foule hostile. Un soldat soviétique le tua d'une rafale de mitraillette.

## Filmographie

### Acteur
- 1929 : Podskalák de Premysl Prazský
- 1929 : Aufruhr des Blutes (Émeute sanglante) de Victor Trivas
- 1930 : Plukovník Svec ou (Colonel Shoemaker) de Svatopluk Innemann
- 1931 : Psohlavci de Svatopluk Innemann
- 1931 : On a jeho sestra (Lui et sa sœur) de Martin Frič et Carl Lamac
- 1931 : Načeradec, král kibiců ou (Le Roi Načeradec Kibitz) de Machaty Gustav
- 1931 : Milácek pluku ou (Le Régiment d'infanterie de Saint-Valentin) de Emil Longen Artur
- 1931 : Karel Havlíček Borovský de Svatopluk Innemann
- 1931 : Aféra plukovníka Rédla ou (L'Affaire du colonel Redl) de Karl Anton
- 1932 : Pudr a benzin ou (Poudre et pétrole) de Jindrich Honzl
- 1932 : Lelícek ve sluzbách Sherlocka Holmese (Lelíček au service de Sherlock Holmes) de Carl Lamac
- 1932 : Funebrák (Entrepreneur de pompes funèbres) de Carl Lamac
- 1933 : Reka de Josef Rovensky
- 1933 : Její lékař ou (Son médecin) de Vladimir Slavínský
- 1933 : Ekstase (Extase) de Machaty Gustav
- 1934 : Život vojenský - život veselý (La vie militaire, vie joyeuse) de Jan Sviták
- 1934 : Dokud máš maminku (Après vous Maman) de Jan Sviták
- 1935 : Yanosik le rebelle de Martin Frič
- 1935 : Hrdina jedné noci (Héros d'une nuit) de Martin Frič
- 1935 : Ircin románek de Karel Hašler

### Réalisateur
- 1934 : Život vojenský - život veselý (La vie militaire, vie joyeuse)
- 1934 : Dokud máš maminku (Après vous Maman)
- 1934 : Grandhotel Nevada
- 1934 : Anita v ráji (Anita au paradis)
- 1935 : Milan Rastislav Štefánik, film sur Milan Štefánik
- 1936 : Divoch
- 1937 : Srdce na kolejich (Le Cœur en bonne voie)
- 1937 : Rozvod pani Evy (Le divorce de Mme Eva)
- 1938 : Třetí zvonění (Le troisième anneau)
- 1938 : Rote Rosen - blaue Adria
- 1939 : U svatého Mateje (À Saint Mathieu)
- 1939 : Srdce v celofánu (Cœur dans la cellophane)
- 1940 : Poslední podskalák
- 1940 : Přednosta stanice (La gare)

### Scénariste
- 1938 : Rote Rosen - blaue Adria

### Directeur de production
- 1933 : Reka de Josef Rovensky